# Enrico Matteagi
Enrico Matteagi (Treviso, 28 dicembre 1970) è un tiratore a segno italiano, più volte campione d'Italia nella carabina ad aria compressa.

## Biografia
Attualmente in forza alle Fiamme Gialle, si è aggiudicato per nove volte il titolo nazionale a squadre nella carabina a dieci metri (1991, 1992, 1994, 1995, 1996, 1997, 1998, 1999 e 2000), per quattro quello nella carabina libera a tre posizioni (1997, 1998, 1999 e 2000) e una volta quello nella carabina libera a terra (2000). A titolo individuale è stato due volte campione nazionale nel fucile standard (2003 e 2005) e una campione nazionale juniores nella carabina a dieci metri (1990).
Nel suo palmarès figurano inoltre due medaglie d'argento nazionali nella carabina a 10 metri individuale (1992 e 1997), una medaglia di bronzo nazionale nella carabina libera a tre posizioni individuale (1999), tre medaglie d'argento nazionali nell'arma libera a tre posizioni individuale (2000, 2002 e 2003), una medaglia d'argento nazionale (2001) e una di bronzo (2003) nel fucile standard individuale, due medaglie di bronzo nazionali juniores nella carabina a dieci metri individuale (1988 e 1989) e una nella carabina libera a tre posizioni individuale (1988), una medaglia d'argento nazionale a squadre nella carabina a dieci metri (1993), due medaglie d'argento nazionali a squadre nella carabina libera a tre posizioni (1995 e 1996) e una medaglia di bronzo nazionale a squadre nella carabina libera a terra (1999).
Matteagi si è inoltre aggiudicato una volta la Coppa Italia nella carabina a dieci metri (2000), dopo essersi piazzato due volte secondo (1995 e 1996) e una volta terzo (1997) e ha stabilito numerosi primati nazionali: nella carabina a dieci metri una volta quello juniores a squadre (1989), una quello juniores individuale (1990), cinque quello seniores a squadre (1992, 1993 e tre volte nel 1995) e tre quello seniores individuale (una nel 1998 e due nel 1999); nella carabina libera a tre posizioni cinque volte quello a squadre (una volta nel 1998, nel 2000 e nel 2003 e due nel 1999); nel fucile standard una volta quello a squadre (2000); nell'arma libera a tre posizioni una volta quello a squadre (2004).